# SUSE
SUSE Linux va començar sent una distribució comercial d'una empresa Alemanya amb el mateix nom. Aquesta empresa va ser fundada l'any 1992. L'any 2001, però, SUSE Linux va entrar en crisi i va ser comprada per Novell. El 2011 Novell (i SUSE) van ser adquirides per The Attachmate Group. Al seu torn aquesta empresa va ser comprada per l'emprea britànica Micro Focus International l'octubre de 2014. El juliol de 2018 Micro Focus va anunciar la venda de SUSE a l'empresa alemanya Blitz 18-679 per 2.535 milions de dòlars.
Actualment SUSE segueix com una la distribució lliure es coneix amb el nom d'OpenSUSE (en versions Leap i Tumbleweed) així com una versió de pagament anomenada SUSE Linux.

## Història
Originalment, la distribució S.u.S.E fou una traducció en alemany de Linux Slackware. S.u.S.E fou fundada el 1992 com un grup de consulta per al sistema UNIX, al mateix temps que realitzava programari per a SLS i Slackware i imprimia manuals d'UNIX/Linux. La seva primera versió de SLS/Slackware en format CD fou el 1994 sota el nom de SuSE Linux 1.0. Més endavant, el 1996, s'integrà amb la distribució Jurix de Florian La Roche, per a crear una distribució pròpia, i va rebre el nom de S.u.S.E Linux 4.2. Al pas del temps, va incorporar altres aspectes d'altres distribucions com els RPMs i "/etc/sysconfig" de Red Hat Linux.
El nom de "S.u.S.E", abreviat a "SuSE" el 1998, fou un acrònim de la frase en alemany "Software- und System-Entwicklung" ("desenvolupament de Programari i Sistema").
El nom de la companyia fou canviada per "SUSE Linux" abans de la compra de Novell i el nom de "SUSE" no va ser mai més utilitzat oficialment. Existeixen rumors sense verificació oficial de què aquest nom prové del pioner informàtic alemany Konrad Zuse.
El 4 de novembre de 2003 Novell va comunicar el seu desig d'adquirir SUSE Linux (Shankland, 2003). L'adquisició fou ferma en gener de 2004 (Kennedy, 2003), al mateix temps que J. Philips (Estrateg de la tecnologia corporativa de Novell per a la regió del Pacífic Asiàtic) va assenyalar que Novell no alteraria "almenys, a mitjà termini" el projecte pel qual SuSE continuaria desenvolupant-se.
El 2004, en l'encontre anual del BrainShare de Novell, tots els ordinadors del certamen van iniciar SuSE Linux per primera vegada, però una de les notícies més importants fou el comunicat en el que Novell llançava sota Llicència GPL el programa d'administració SuSE, YaST que des d'un principi havia estat com a marca registrada.
El 4 d'agost de 2005, el portaveu oficial i director de relacions públiques Bruce Lowry va anunciar que el desenvolupament de la sèrie SuSE Professional seria més oberta i mitjançant el projecte comunitari openSuSE, intentaria aconseguir un nombre més gran d'usuaris i desenvolupadors. Aquest fet tenia com a objectiu, no només deixar el codi font obert, que ja ho era per definició, sinó també la d'obrir el procés de desenvolupament, que permetria als desenvolupadors i usuaris provar el producte i ajudar a desenvolupar-lo.
Anteriorment tot el desenvolupament es feia només dins de l'empresa SuSE, i la versió 10.0 va ser la primera que tingué una versió beta de prova. Com a conseqüència del canvi, l'accés al servidor YaST Online Update seria lliure per als usuaris de SuSE Linux.
Aquest canvi de filosofia portà a la publicació de SuSE Linux 10.0 el 6 d'octubre de 2005 en les versions "OSS" (Només Codi Obert), "eval" (que conté aplicacions de codi lliure i privatiu i és actualment la versió més completa) 
L'11 de maig de 2006, Novell va traure la versió final de SuSE Linux amb la versió 10.1, en el que destacava la incrustació del programa Apparmor dedicat a donar solucions de seguretat a les aplicacions linux, per tal de protegir els sistemes basats en codi obert de les aplicacions malicioses, virus i atacs interns i externs.
El 10 d'agost de 2006, Novell publicà a la seva web la decisió de tornar a canviar el nom del seu sistema operatiu SUSE Linux, pel del seu projecte openSUSE, declarant aquest fet, com a mesura per prevenir les confusions entre SUSE Linux i SUSE Linux Enterprise.
Segons John Dragoon, cap de l'àrea de màrqueting, aquest canvi de nom permetria diferenciar amb claredat els productes de Novell, amb els del projecte openSUSE.
Al setembre de 2006, SUSE Linux decideix deixar de donar suport al sistema de fitxers ReiserFS, retirant-lo de les opcions per defecte del seu sistema.
Segons Jeff Mahoney, els problemes d'escalabilitat, i la impossibilitat de transformar les particions de la versió 3 a la 4 sense formatar, van obligar-los a prendre aquestes mesures. No obstant això, ReiserFS continuaria estant inclòs, encara que de manera opcional.
El 2 de novembre de 2006, Novell i Microsoft signen un acord en el qual Microsoft es comprometia a oferir suport de vendes a la distribució SUSE, a canvi de què tots dos desenvoluparen tecnologies que permetien als usuaris executar els dos sistemes operatius de la manera més simple possible, entre d'altres.
Aquest pacte provocà un gran malestar entre els usuaris de SUSE i de tota la comunitat del Programari Lliure que veien aquest fet com una tàctica de Microsoft per a cobrir-se les espatlles, sobre possibles demandes mútues sobre patents.
El 7 de desembre de 2006, la comunitat openSUSE trau a la llum la versió 10.2 del seu sistema operatiu, del que destacaven noves funcionalitats pròpies com el menú kickoff, que s'imposà al tradicional menú del KDE 3.

## Característiques

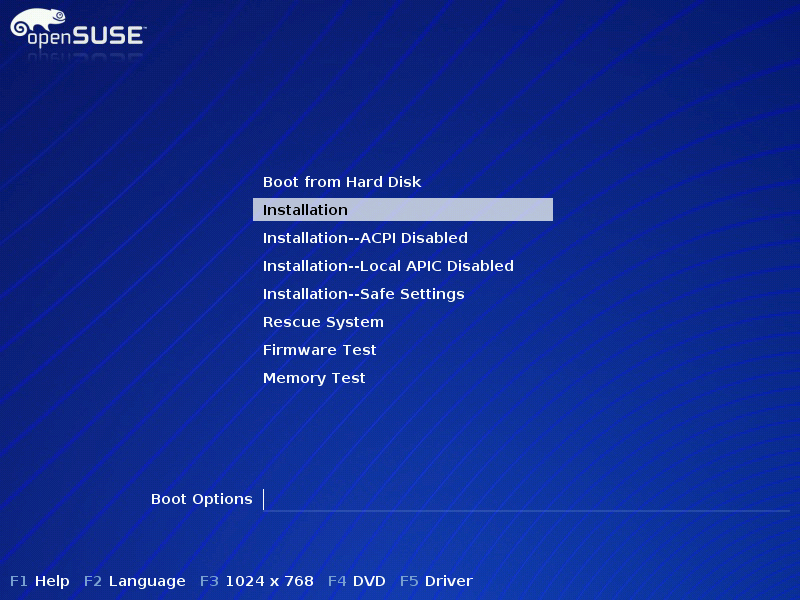
Arrencada de openSUSE amb Grub

SuSE inclou un programa d'instal·lació i administració anomenat YaST que facilita tasques com ara: la partició del disc dur, la configuració del sistema, la gestió de paquets RPM, les actualitzacions en línia, la configuració de la xarxa, l'administració d'usuaris, etc. Tot això dins d'una interfície gràfica integrada.
SuSE permet canviar la grandària de les particions NTFS que utilitzen els sistemes operatius Windows 2000 o XP. SuSE permet detectar i instal·lar els controladors dels winmodems més comuns en dispositius d'escriptori (OEM) i portàtils (aquests mòdems, estan dissenyats per a utilitzar programari específic de Windows per treballar).
Alguns entorns d'escriptori com són KDE i GNOME i gestors de finestres com Window Maker i Blackbox han estat inclosos, i gràcies a l'instal·lador YaST l'usuari pot elegir entre GNOME, KDE, Xfce, sistema gràfic mínim (fvwm) o sense entorn gràfic (mode text). SuSE a més a més, inclou programari multimèdia com K3b (Gravador de CD / DVD),  Amarok (reproductor d'àudio) i Kaffeine (Reproductor de Vídeo), de gestió i retoc fotogràfic, gestors d'informació personal, etc.
SuSE també inclou la suite ofimàtica OpenOffice.org, programari per a llegir i/o escriure altres documents tan comuns com el PDF.

## Informació tècnica
| Arquitectures suportades          | i586, x86_64, ppc |
| Requisits mínims del maquinari    | Per a "Mode Text": 200 MHz Pentium-class, 64MB RAM, 620MB d'espai en disc. Per a "Mode Grafic": 400 MHz Pentium-class, 192MB RAM, 620MB d'espai en disc. |
| Contingut de software privatiu    | Des de Febrer de 2006 Novell no inclou controladors privatius en la seva distribució openSUSE, no obstant encara els mantenen en la seva versió SUSE Linux Enterprise Desktop/Server. Malgrat això, openSUSE inclou un CD d'afegits (Addon CD) el qual conté els programes més comuns de codi propietari, així com d'altres llicències no atribuibles al "Programari Lliure". |
| Entorn de finestres               | openSUSE inclou Gnome, KDE o Xfce com a escriptori, segons es seleccioni al menú d'instal·lació. També inclou la possibilitat d'instal·lar fvwm, openbox, blackbox, WindowMaker i Twm. |
| Sistema d'instal·lació de paquets | El sistema d'instal·lació de paquets d'openSUSE, es basa en paquets Red Hat (RPM). La seva instal·lació es pot realitzar per defecte mitjançant el comandament rpm -i des de consola o bé amb l'instal·lador ZEN en mode gràfic. El gestor de paquets d'openSUSE està inclòs en l'administrador del sistema (YaST) a l'apartat de Programari. Els paquets es poden localitzar gràcies als repositoris per a SUSE, principalment els de la seva pàgina web: http://es.opensuse.org/Package_Repositories Arxivat 2007-06-29 a Wayback Machine. (castellà) |

## Geeko, el logotip de SUSE

Geeko amb l'anagrama de Suse

Des dels inicis de la companyia SUSE, el camaleó fou la mascota i el logotip oficial de la companyia. Segons paraules del mateix Gerhard Burtscher, oficial executiu en cap, "Un camaleó és un animal que s'adapta al seu entorn, el mateix que Linux [ ... ]
La vista del camaleó és perspicaç i constantment enfocada – igualment, la nostra visió està dirigida cap al Codi Obert! - ".
No obstant això, aquesta mascota, no va rebre cap nom fins al febrer del 2000 quan SUSE Linux va presentar un concurs a l'exposició LinuxWorld de Nova York, per tal de decidir el nom de la seva mascota. Així mateix, el concurs també es donà a conèixer arreu del món gràcies a Internet.
Finalment, Geeko fou elegit per més de 2000 votacions i va ser presentat oficialment en el CeBIT 2000 a Hannover (Alemanya).
El nom Geeko té com a origen la paraula Geek dins del terme informàtic. El seu equivalent en català seria guru de la informàtica, o simplement friqui.
Actualment, Geeko està present en tot tipus d'objectes publicitaris, i com a curiositat la república Txeca va adoptar un exemplar viu de Geeko, un camaleó que viu al zoològic de Praga.

## Versions
L'última versió publicada ha estat SuSE Linux 10.2, inicialment, coexistien tres edicions:
L'edició de descàrrega (Download) que conté cinc CDs de contingut OSS i un complementari (addon) amb programari privatiu.
L'edició de Venda (Retail) que conté el mateix programari que l'edició de descàrrega, però s'inclou material i serveis afegits com manuals físics, i ajuda a la instal·lació.
Finalment, l'edició Live és un DVD que permet executar el sistema operatiu sense necessitat d'instal·lar-ho a l'ordinador.
Al principi de la publicació de SuSE Linux 10.1, existien dues versions, una amb el programari de codi complement obert (OSS) i un altre amb el programari OSS més el programari propietari. Finalment aquesta última versió desaparegué donant pas a un CD complementari anomenat Addon que conté només el programari propietari.
A més de la versió 10.2, també existeixen les versions SuSE Linux Enterprise Server (SLES) i SuSE Linux Enterprise Desktop (SLED), totes dues marques de Novell amb l'objectiu de donar solucions a entorns corporatius. Aquests productes inclouen alguns programaris propietaris, i proporciona suport tècnic.
| S.u.S.E Linux (basada amb Slackware)                                           | 3/94    | ??-03-1994 | ??-??-???? | ?.?.?          |
| S.u.S.E Linux (basada amb Slackware)                                           | 7/94    | ??-07-1994 | ??-??-???? | ?.?.?          |
| S.u.S.E Linux (basada amb Slackware)                                           | 11/94   | ??-11-1994 | ??-??-???? | ?.?.?          |
| S.u.S.E Linux (basada amb Slackware)                                           | 4/95    | ??-04-1995 | ??-??-???? | 1.2.9          |
| S.u.S.E Linux (basada amb Slackware)                                           | 8/95    | ??-08-1995 | ??-??-???? | ?.?.?          |
| S.u.S.E Linux (basada amb Slackware)                                           | 11/95   | ??-11-1995 | ??-??-???? | ?.?.?          |
| S.u.S.E Linux                                                                  | 4.2     | ??-05-1996 | ??-??-???? | ?.?.?          |
| S.u.S.E Linux                                                                  | 4.3     | ??-09-1996 | ??-??-???? | ?.?.?          |
| S.u.S.E Linux                                                                  | 4.4     | ??-05-1997 | ??-??-???? | ?.?.?          |
| S.u.S.E Linux                                                                  | 5.0     | ??-07-1997 | ??-??-???? | 2.0.30         |
| S.u.S.E Linux                                                                  | 5.1     | ??-10-1997 | ??-??-???? | 2.0.32         |
| S.u.S.E Linux                                                                  | 5.2     | 23-03-1998 | ??-??-???? | 2.0.33         |
| S.u.S.E Linux                                                                  | 5.3     | 10-09-1998 | ??-??-???? | 2.0.35         |
| SuSE Linux                                                                     | 6.0     | 21-12-1998 | ??-??-???? | 2.0.36         |
| SuSE Linux                                                                     | 6.1     | 07-04-1999 | ??-??-???? | 2.2.6          |
| SuSE Linux                                                                     | 6.2     | 12-08-1999 | ??-??-???? | 2.2.10         |
| SuSE Linux                                                                     | 6.3     | 25-11-1999 | 10-12-2001 | 2.2.13         |
| SuSE Linux                                                                     | 6.4     | 09-03-2000 | 17-06-2002 | 2.2.14         |
| SuSE Linux                                                                     | 7.0     | 27-09-2000 | 04-11-2002 | 2.2.16         |
| SuSE Linux                                                                     | 7.1     | 21-04-2001 | 16-05-2003 | 2.2.18 / 2.4.0 |
| SuSE Linux                                                                     | 7.2     | 15-06-2001 | 01-10-2003 | 2.2.19 / 2.4.4 |
| SuSE Linux                                                                     | 7.3     | 13-10-2001 | 15-12-2003 | 2.4.9          |
| SuSE Linux                                                                     | 8.0     | 22-04-2002 | 30-06-2004 | 2.4.18         |
| SuSE Linux                                                                     | 8.1     | 30-09-2002 | 31-01-2005 | 2.4.19         |
| SuSE Linux                                                                     | 8.2     | 07-04-2003 | 14-07-2005 | 2.4.20         |
| SUSE Linux                                                                     | 9.0     | 15-10-2003 | 15-12-2005 | 2.4.21         |
| SUSE Linux                                                                     | 9.1     | 23-04-2004 | 30-06-2006 | 2.6.4          |
| SUSE Linux                                                                     | 9.2     | 25-10-2004 | 31-10-2006 | 2.6.8          |
| SUSE Linux                                                                     | 9.3     | 16-04-2005 | 30-04-2007 | 2.6.11         |
| SUSE Linux                                                                     | 10.0    | 06-10-2005 | 30-11-2007 | 2.6.13         |
| SUSE Linux                                                                     | 10.1    | 11-05-2006 | 31-05-2008 | 2.6.16         |
| SUSE Linux                                                                     | 10.1bis | 13-10-2006 | 31-05-2008 | 2.6.16         |
| openSUSE                                                                       | 10.2    | 07-12-2006 | 30-11-2008 | 2.6.18         |
| openSUSE                                                                       | 10.3    | 04-10-2007 | 31-10-2009 | 2.6.22         |
| openSUSE                                                                       | 11.0    | 19-06-2008 | 19-06-2010 | 2.6.25         |
| openSUSE                                                                       | 11.1    | 18-12-2008 | 31-12-2010 | 2.6.27         |
| openSUSE                                                                       | 11.2    | 12-11-2009 | 12-05-2011 | 2.6.31         |
| openSUSE                                                                       | 11.3    | 15-07-2010 | 15-01-2012 | 2.6.34         |
| openSUSE                                                                       | 11.4    | 10-03-2011 | 16-11-2011 | 2.6.37         |
| openSUSE                                                                       | 12.1    | 16-11-2011 | 12-05-2013 | 3.1            |
| openSUSE                                                                       | 12.2    | 05-09-2012 | 15-01-2014 | 3.4            |
| openSUSE                                                                       | 12.3    | 13-03-2013 | 01-01-2015 | 3.7            |
| openSUSE                                                                       | 13.1    | 19-11-2013 | ??-01-2016 | 3.11           |
| openSUSE                                                                       | 13.2    | 04-11-2014 | ??-01-2017 | 3.16           |
| openSUSE                                                                       | Leap 42 | 04-11-2015 | ??-11-2018 | 4.1            |
| Llegenda:Versió antigaVersió antiga, amb suportDarrera versióProper llançament |         |            |            |                |

Nota: La versió anomenada factory correspon a la versió actual en desenvolupament.

## Distribució
Abans SuSE primer treia les versions Personal i Professional en caixes que incloïen una gran documentació impresa, i un poc de temps després les publicava als seus servidor FTP. Sota l'administració de Novell i amb l'arribada d'openSuSE aquesta forma ha estat revertida, publicant primer a Internet i després ficant-los a la venda. Per altra banda, Novell finalment deixà apartat la versió Personal, i es dedicà únicament a la versió Professional, a la que li canvià el nom per "SUSE Linux" únicament i reemplaçant aquesta a la versió Personal.
Finalment, SuSE Linux suporta les arquitectures x86, x86-64, PPC, IA64.
El Departament d'Educació de la Generalitat de Catalunya, va encarregar una distribució de programari GNU/Linux basada en SUSE Linux Enterprise Desktop amb el nom Linkat (web del projecte). La versió 3.0 de la Linkat, publicada el 15 d'octubre de 2009, es basa en OpenSUSE 11.1.

## Galeria

### openSUSE

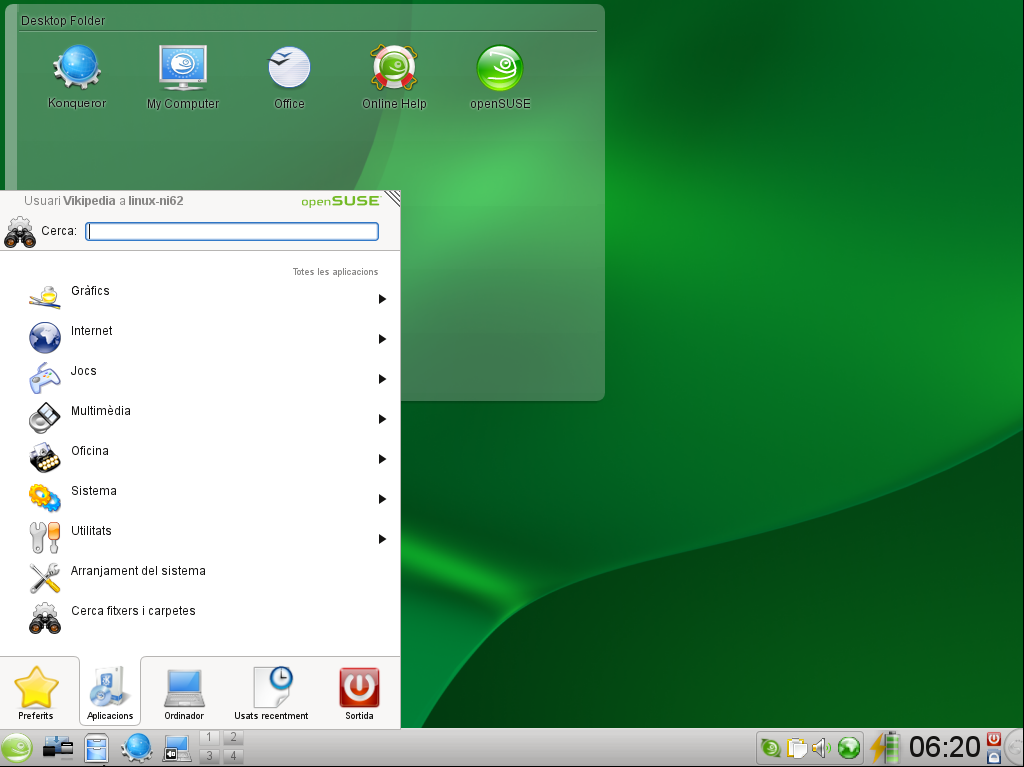
openSUSE 11.1, KDE4 4.1.3
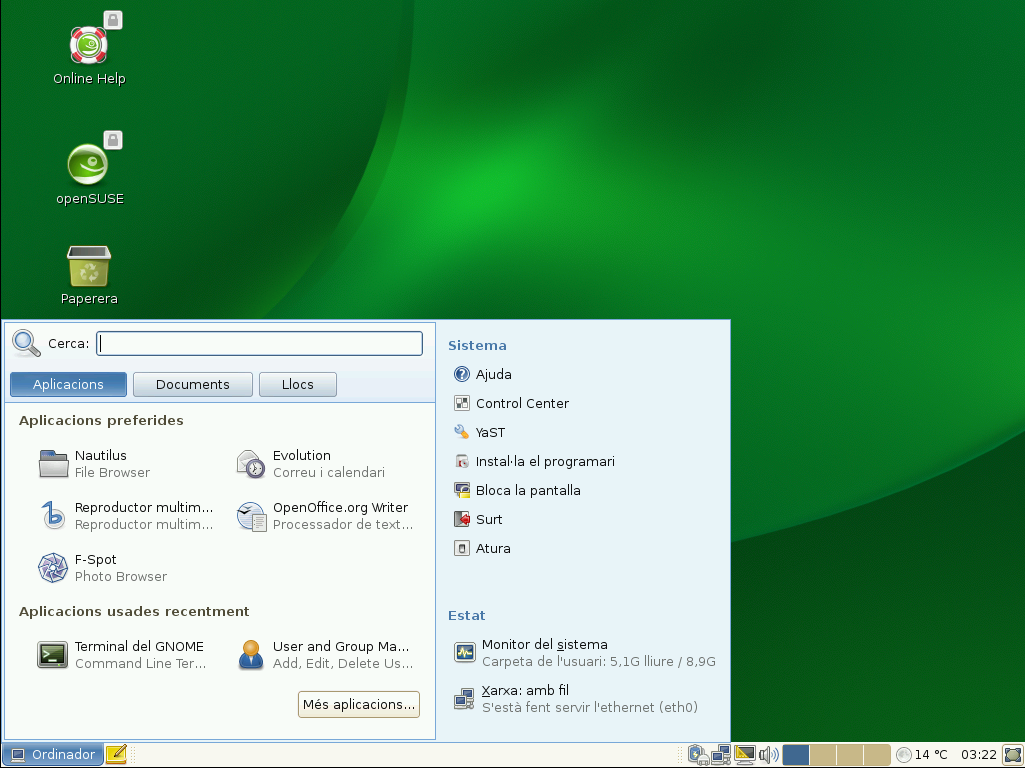
openSUSE 11.1, GNOME 2.24.1
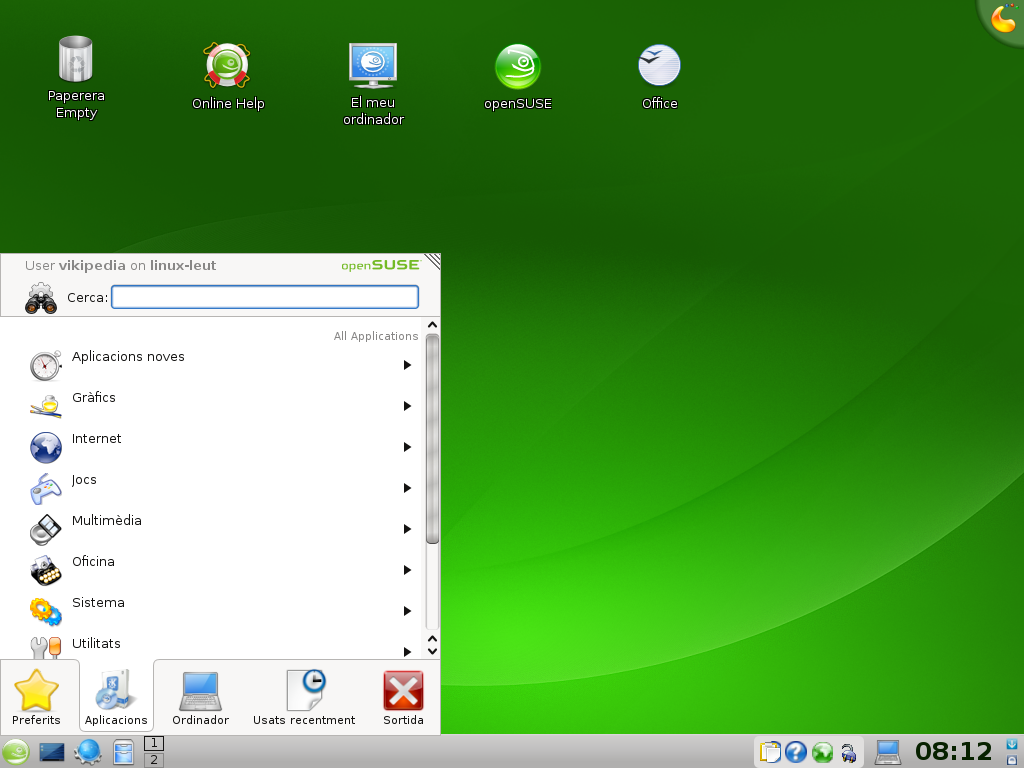
openSUSE 11.0, KDE4 4.0.4
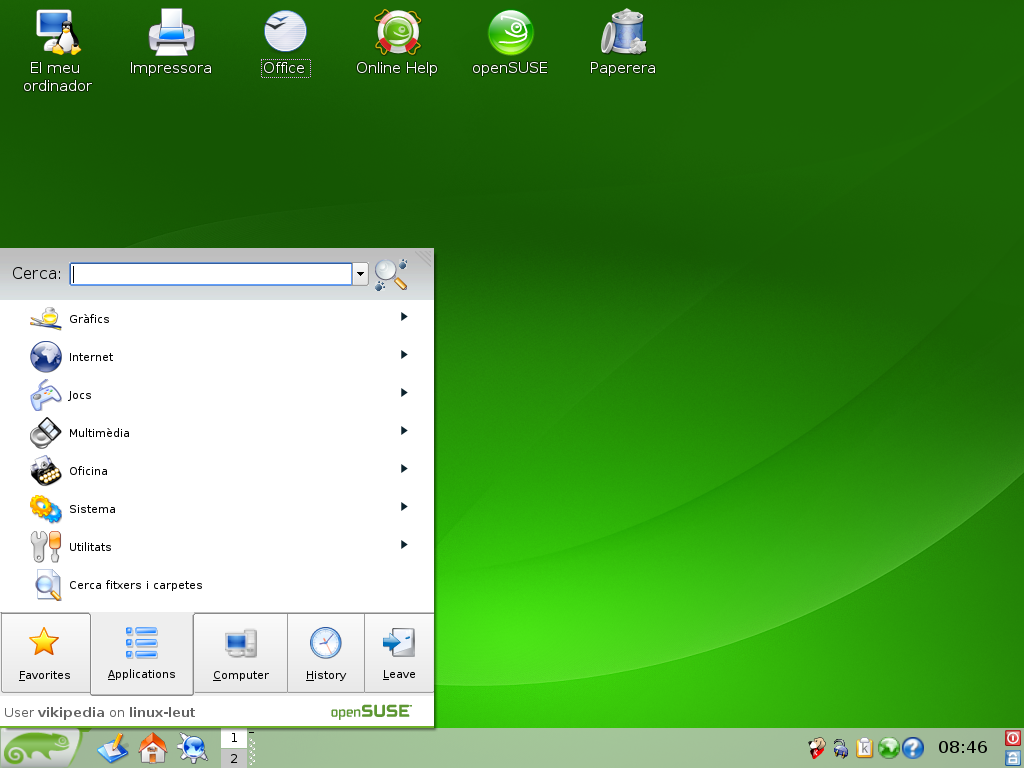
openSUSE 11.0, KDE3 3.5
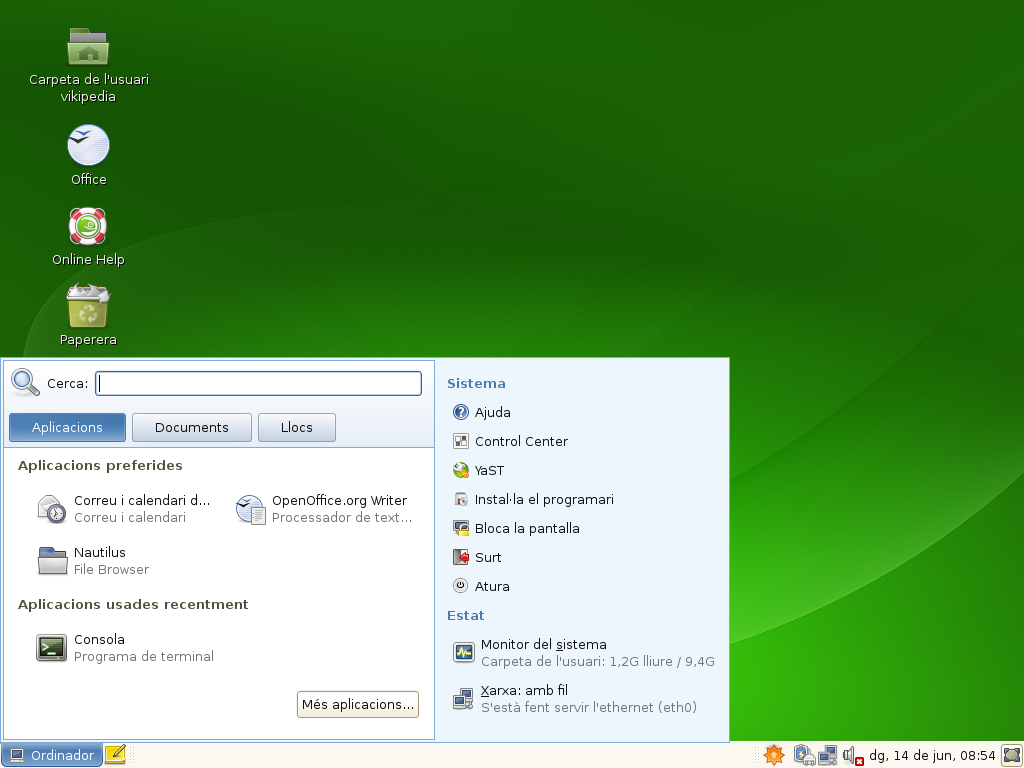
openSUSE 11.0, GNOME 2.22.0
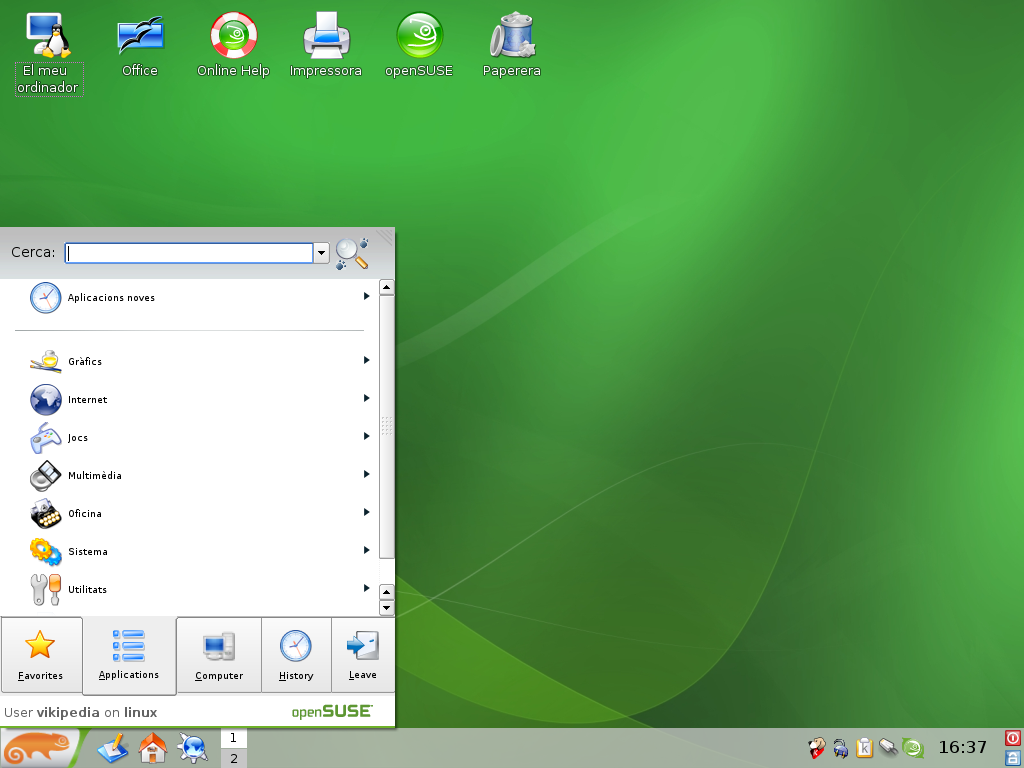
openSUSE 10.3, KDE3 3.5.7
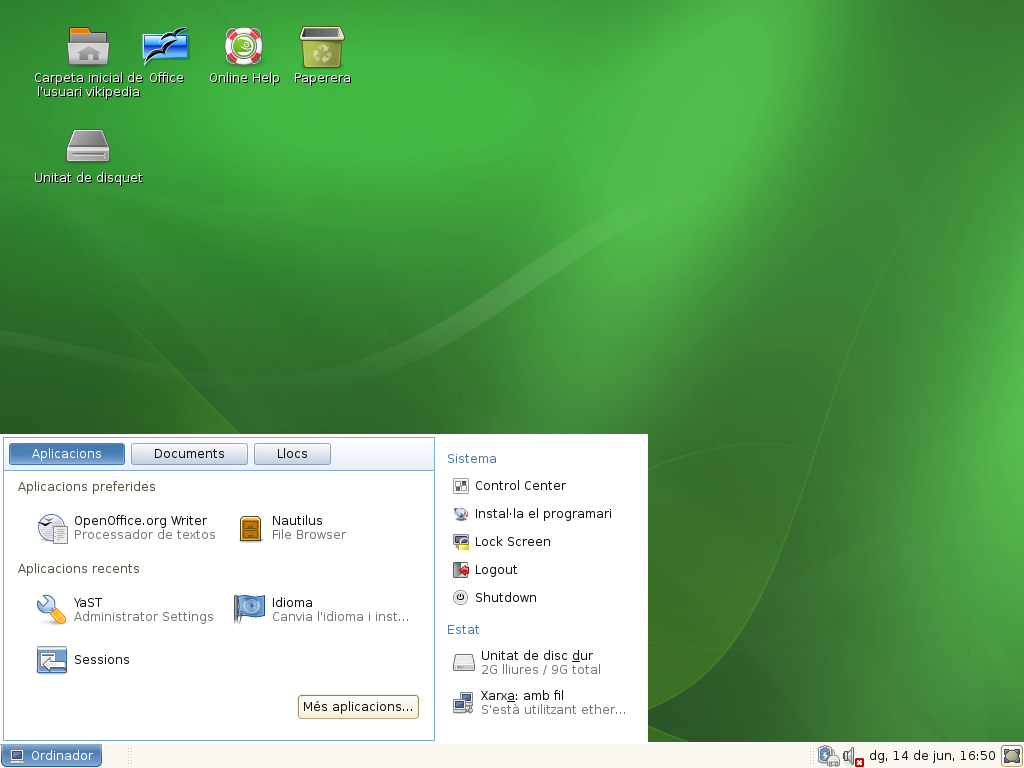
openSUSE 10.3, GNOME. 2.20.0
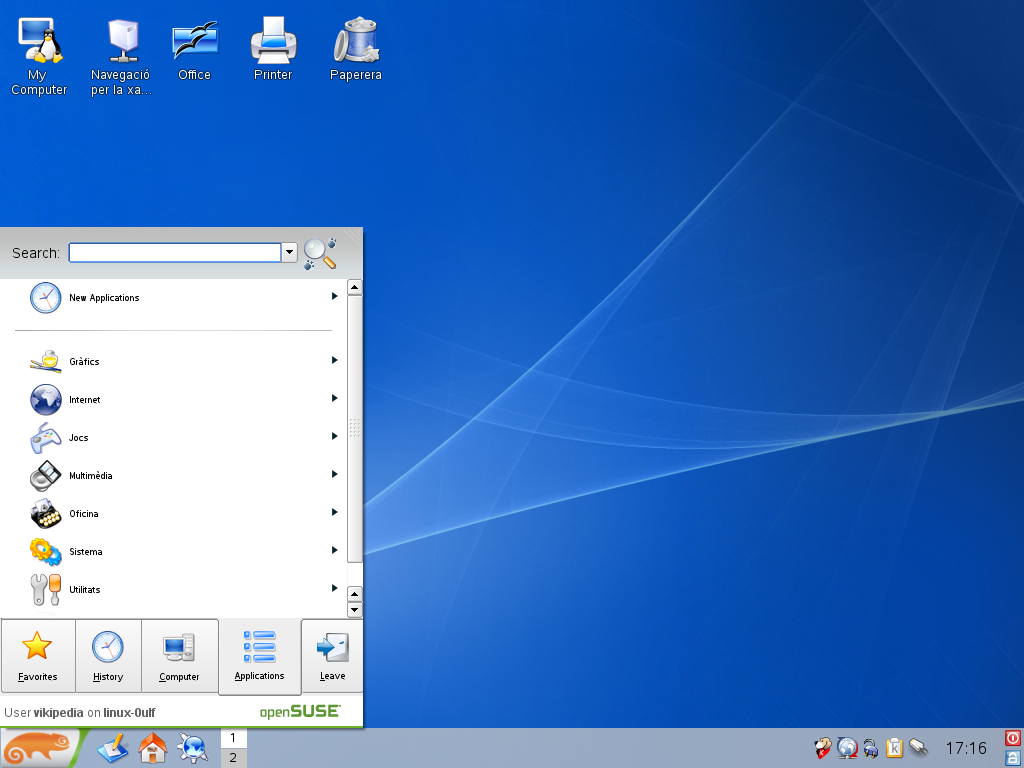
openSUSE 10.2, KDE3 3.5.5
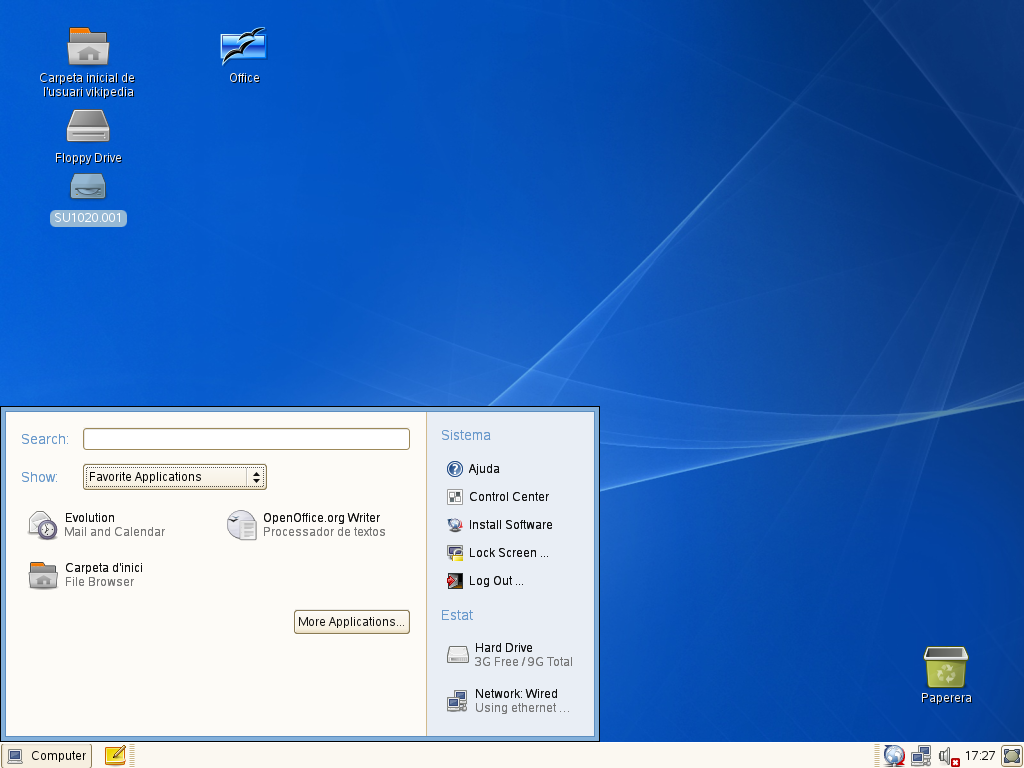
openSUSE 10.2, GNOME. 2.16

### SUSE Linux

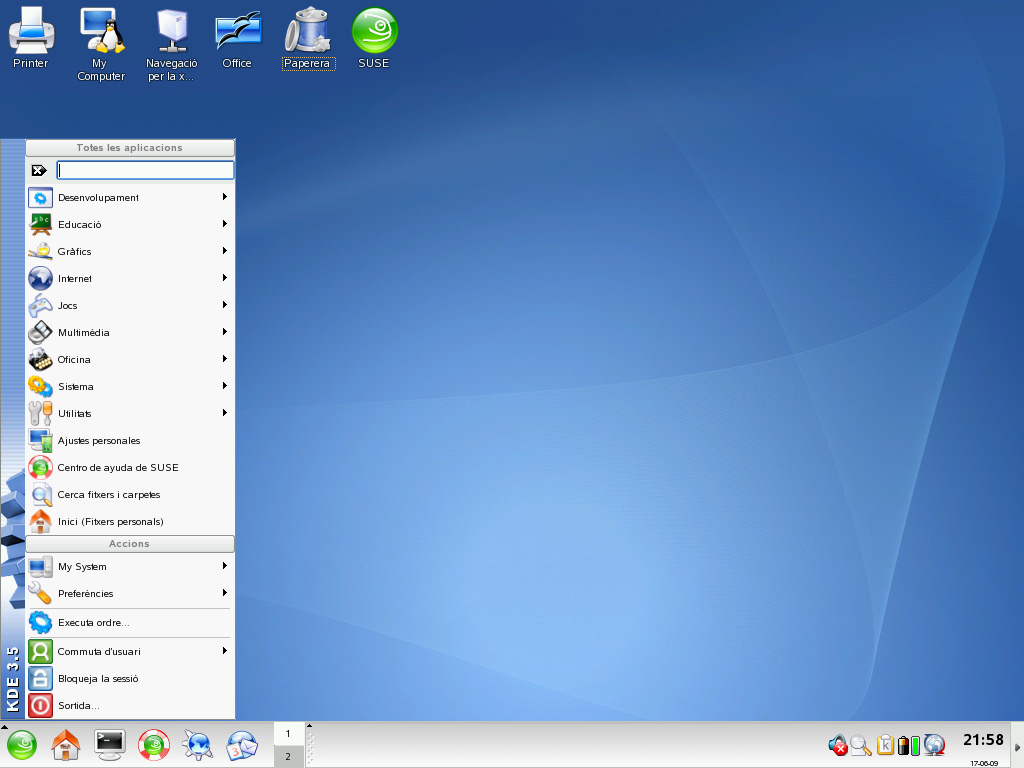
SUSE linux 10.1, KDE3 3.5.1
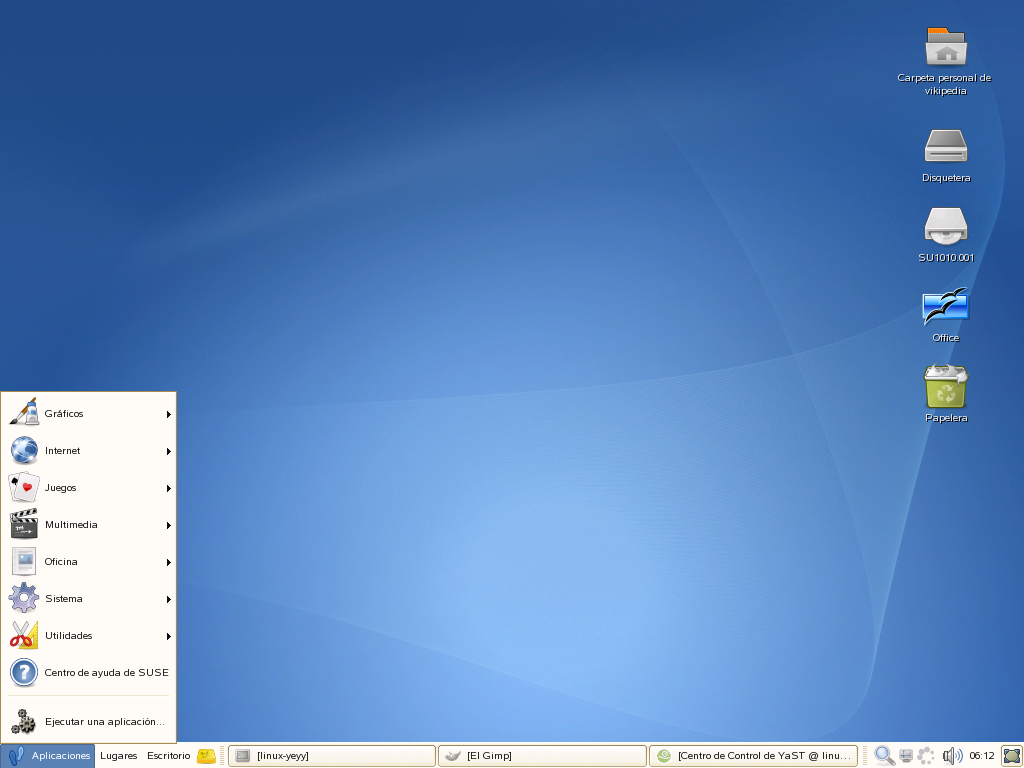
SUSE linux 10.1, GNOME 2.12
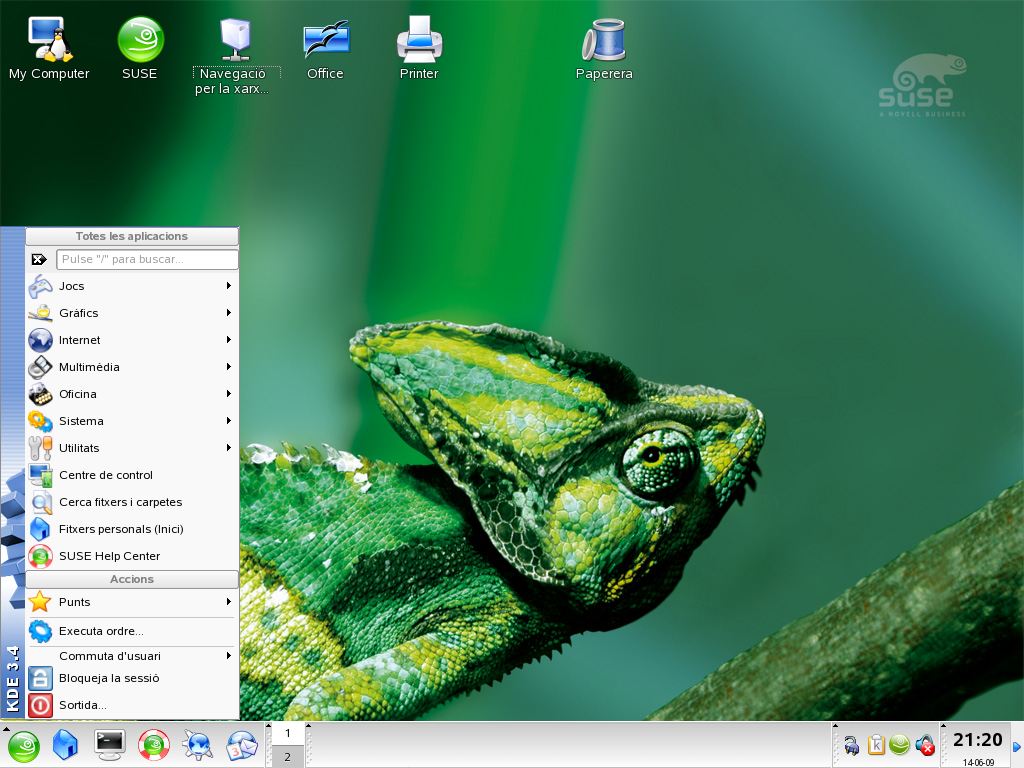
SUSE linux 10.0, KDE3 3.4.2
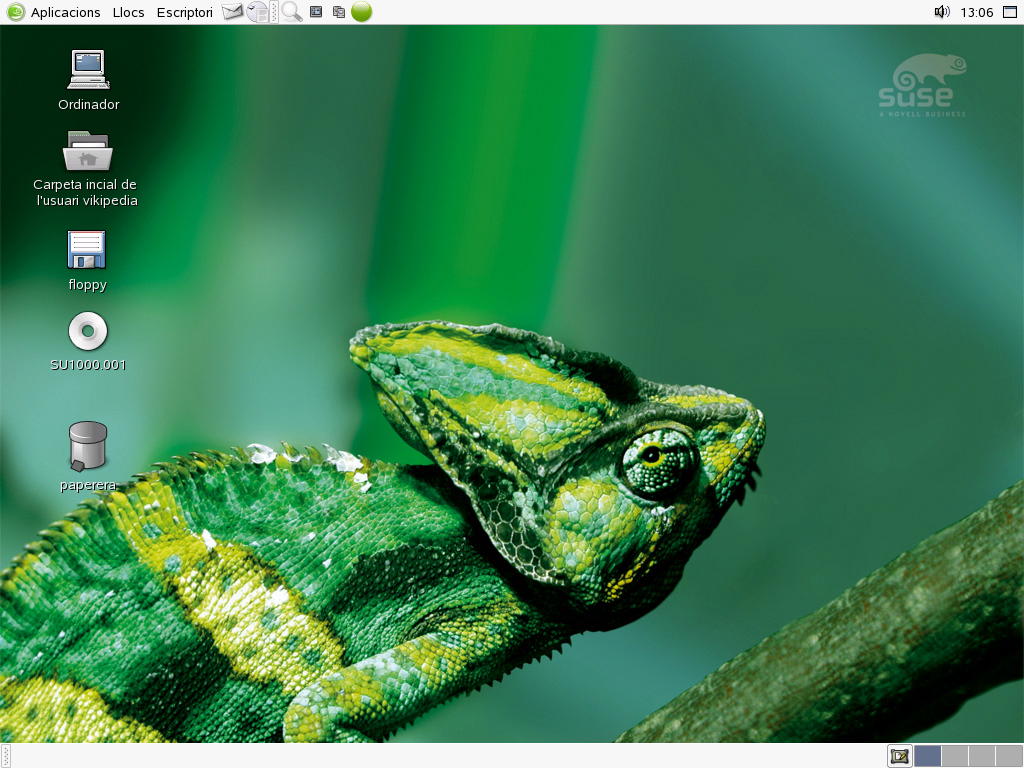
SUSE linux 10.0, GNOME 2.12
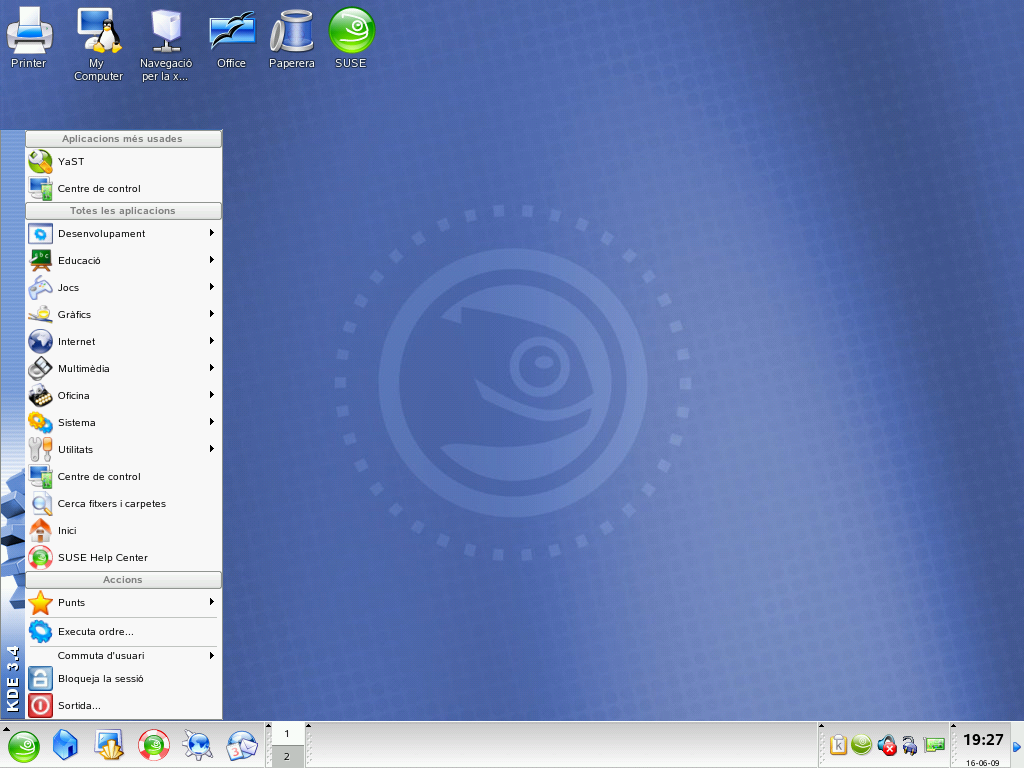
SUSE linux 9.3, KDE3 3.4.0
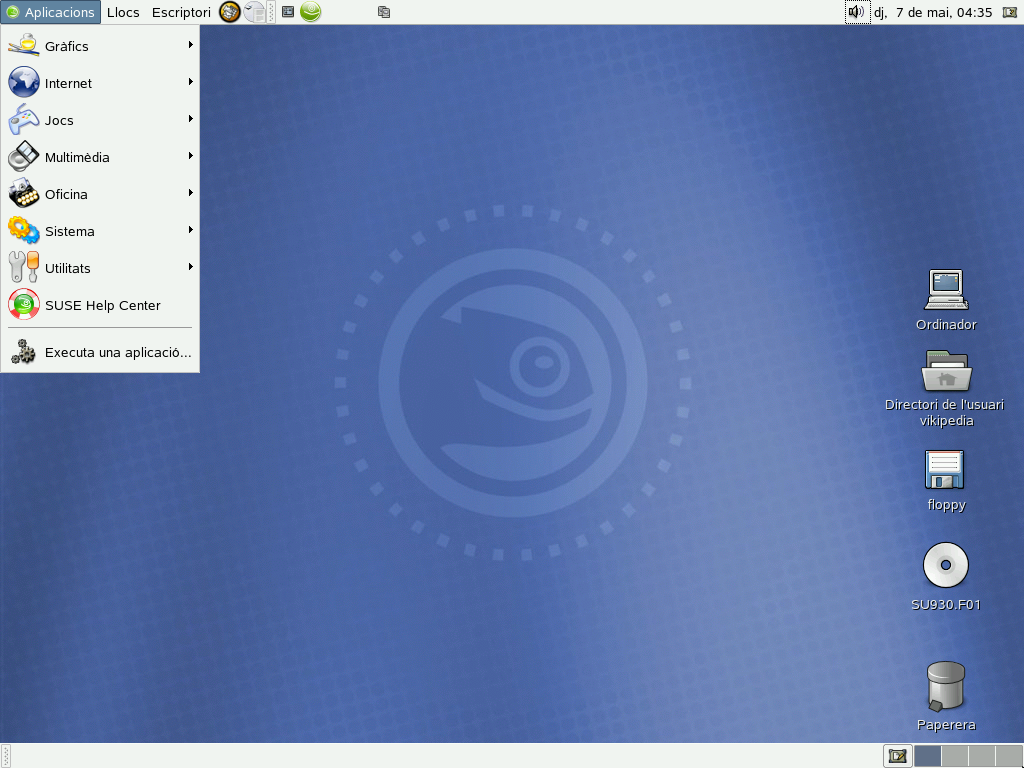
SUSE linux 9.3, GNOME 2.10
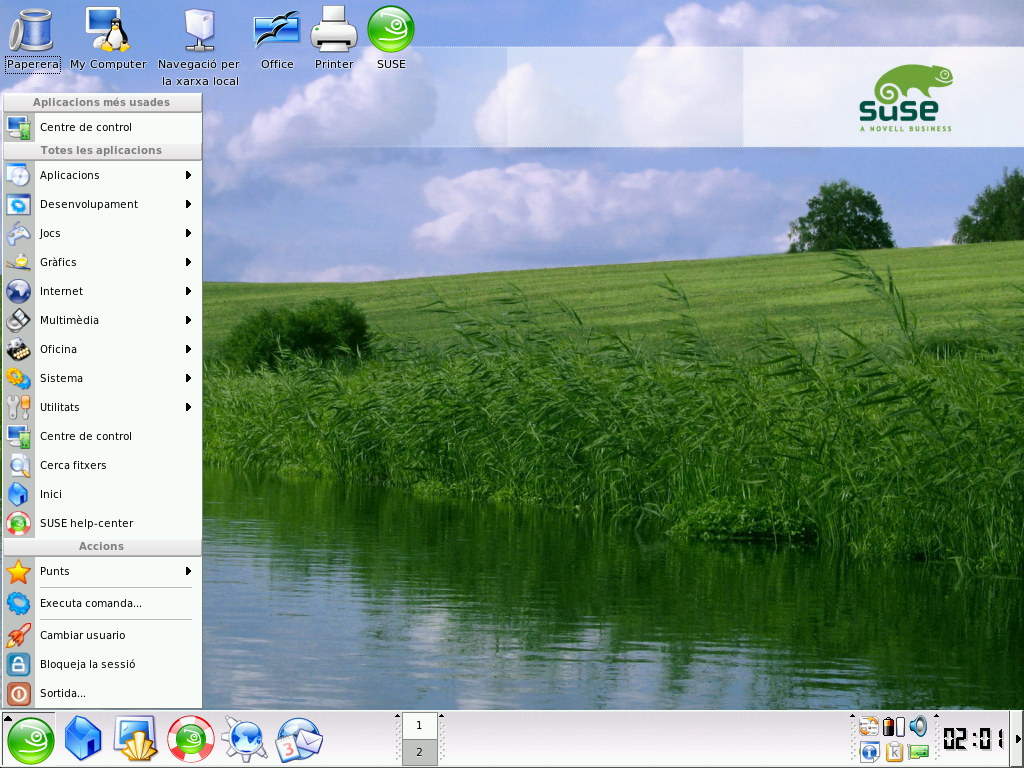
SUSE linux 9.2, KDE3 3.3.0
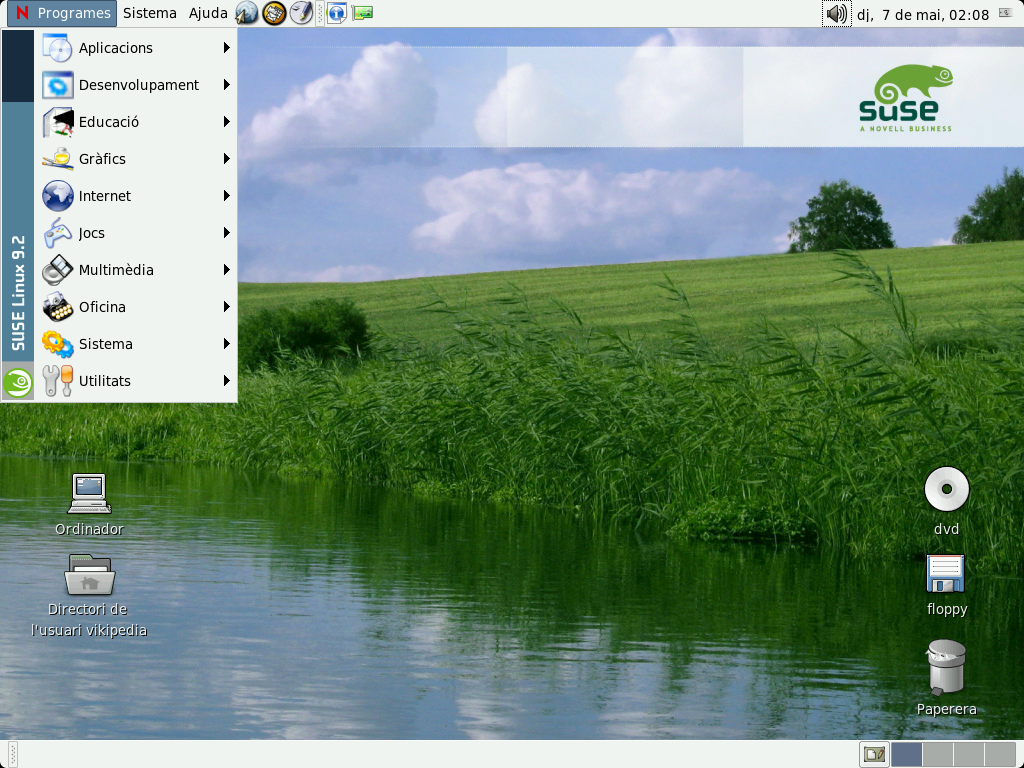
SUSE linux 9.2, GNOME 2.6.1
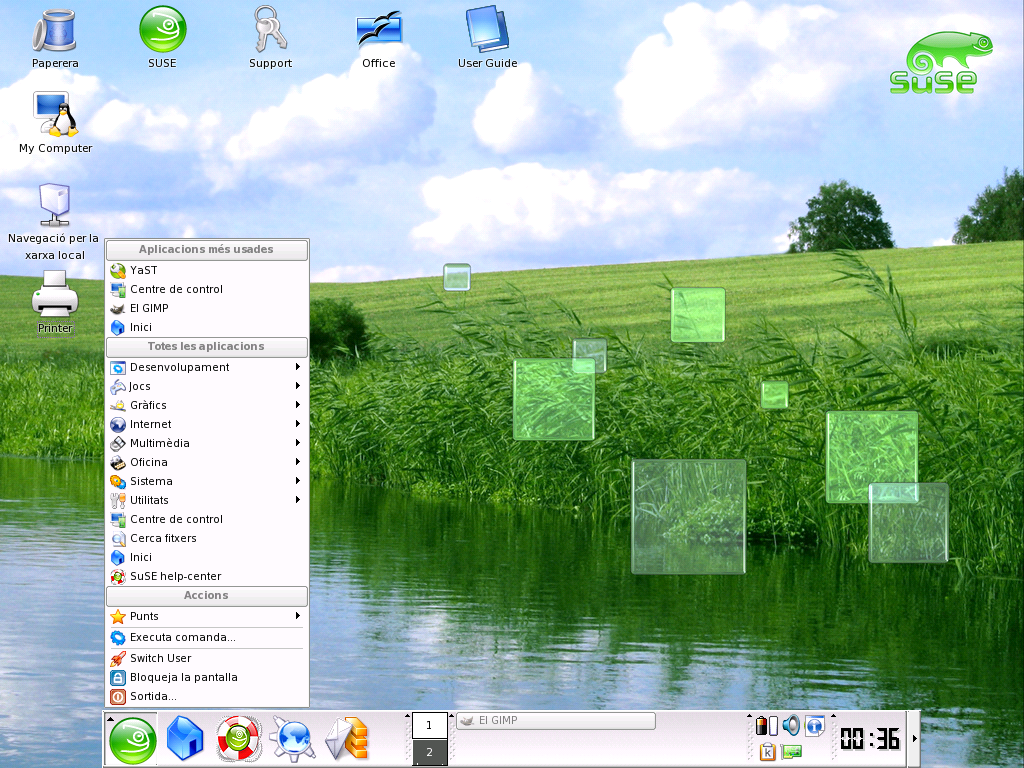
SUSE linux 9.1, KDE3 3.2.1
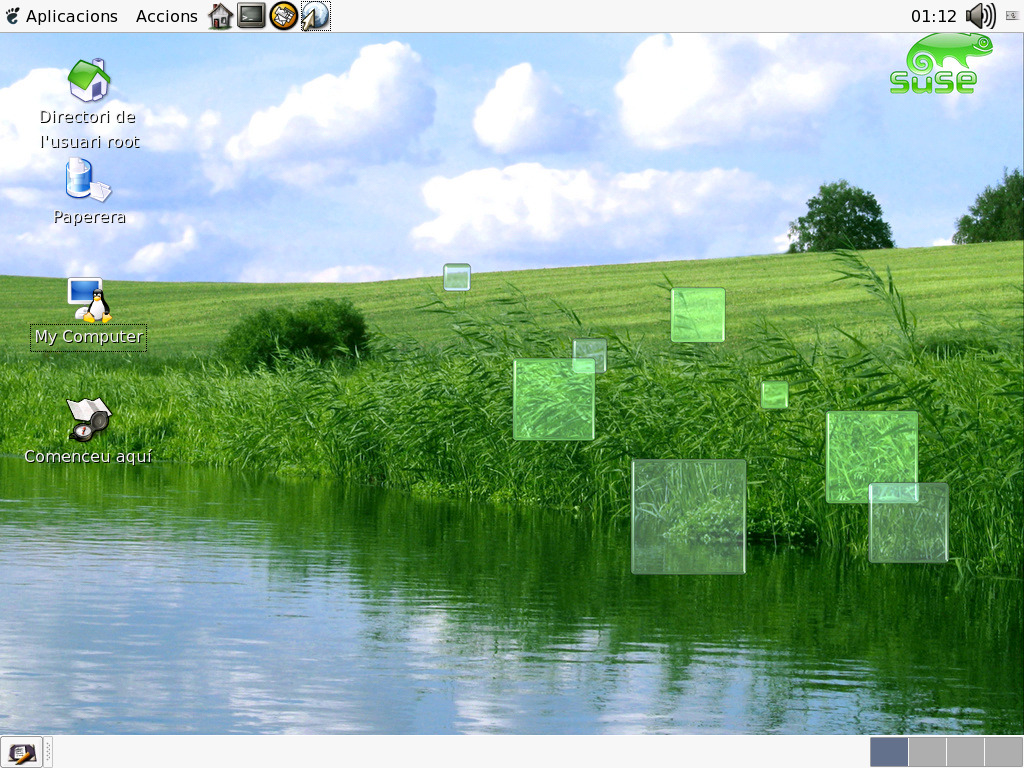
SUSE linux 9.1, GNOME 2.4.0
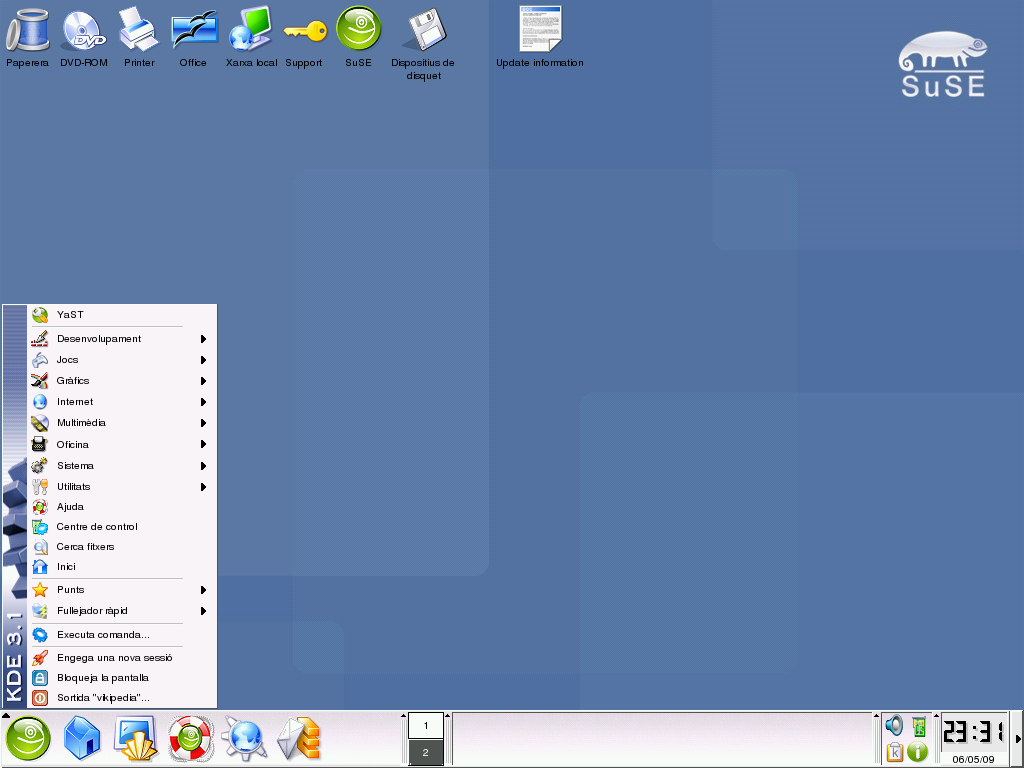
SUSE linux 9.0, KDE3 3.1.4
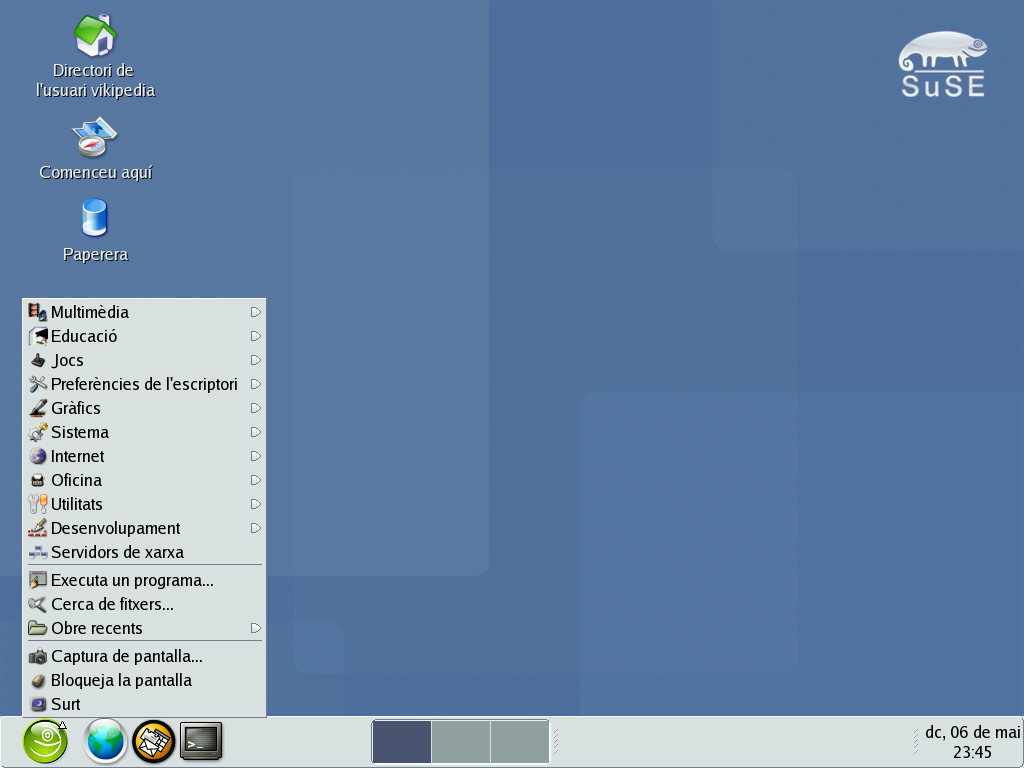
SUSE linux 9.0, GNOME 2.2.3

### SuSE Linux

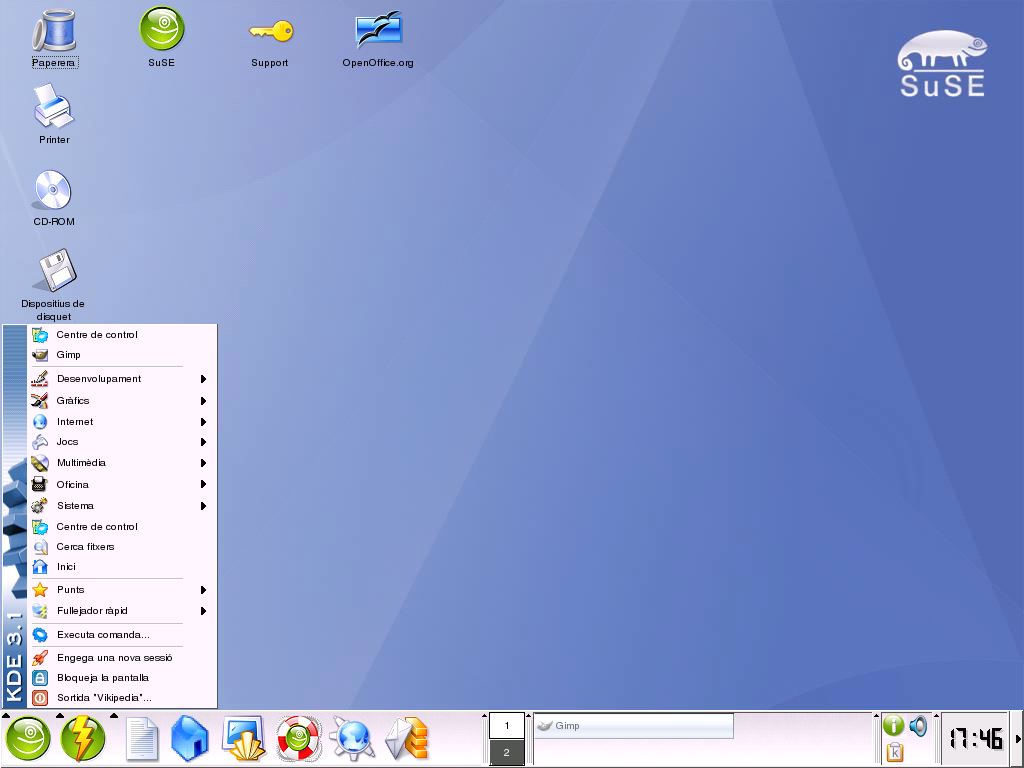
SUSE linux 8.2, KDE3 3.1.1
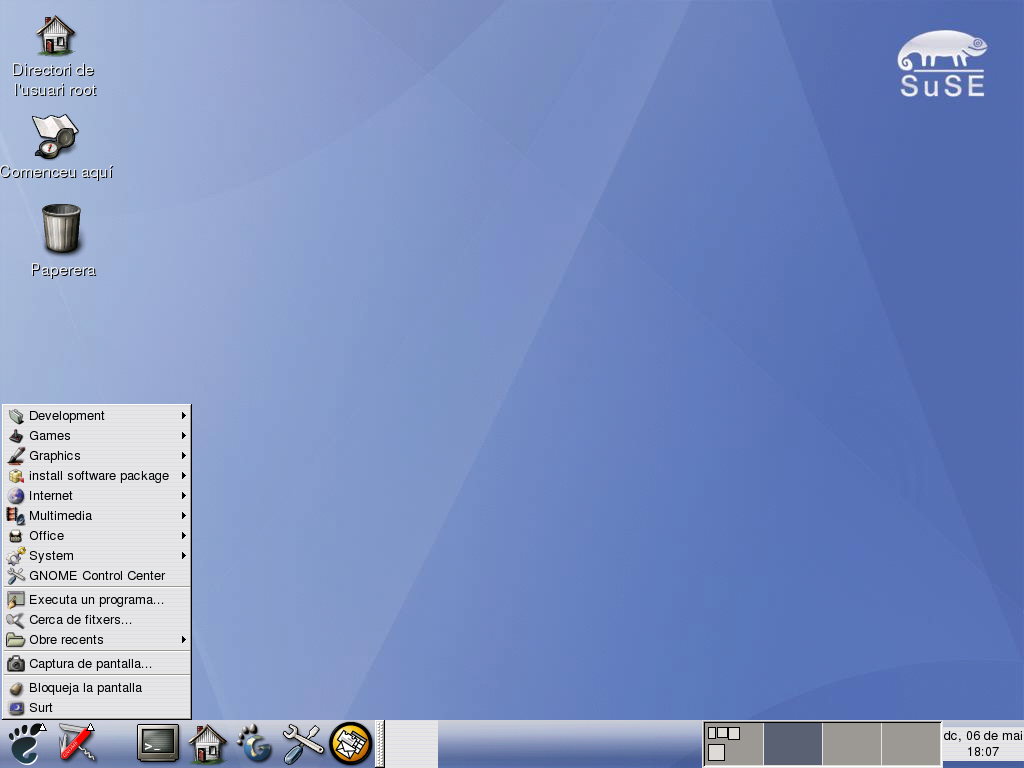
SUSE linux 8.2, GNOME 2.2
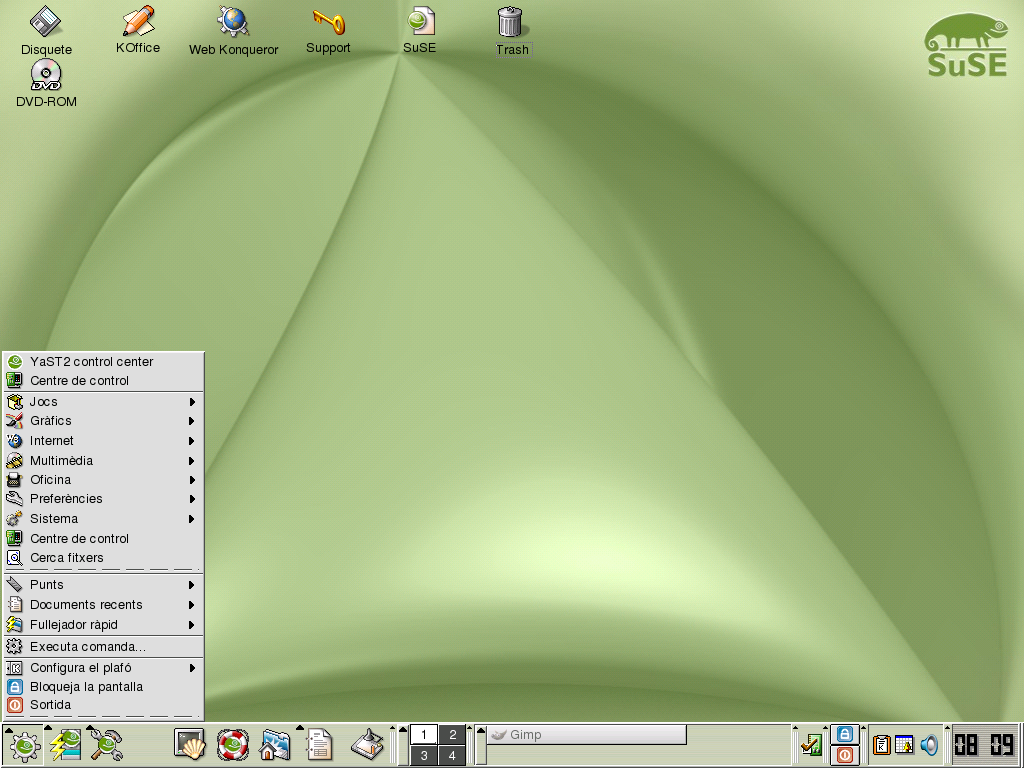
SUSE linux 8.0, KDE3 3.0
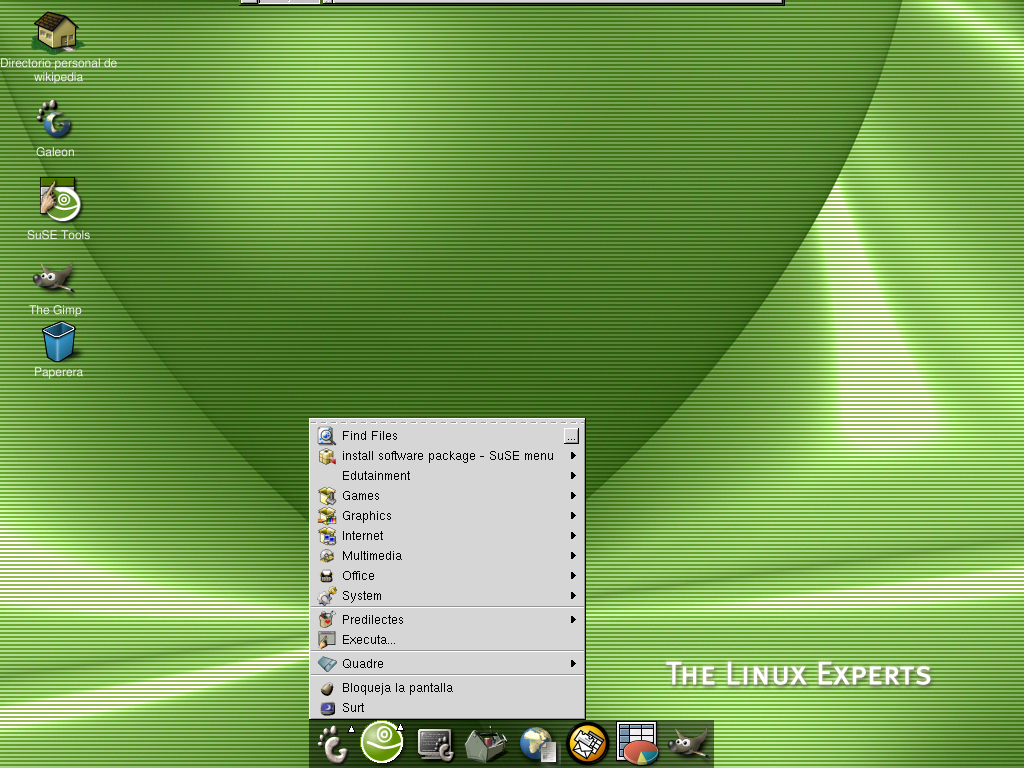
SUSE linux 8.0, GNOME 1.4
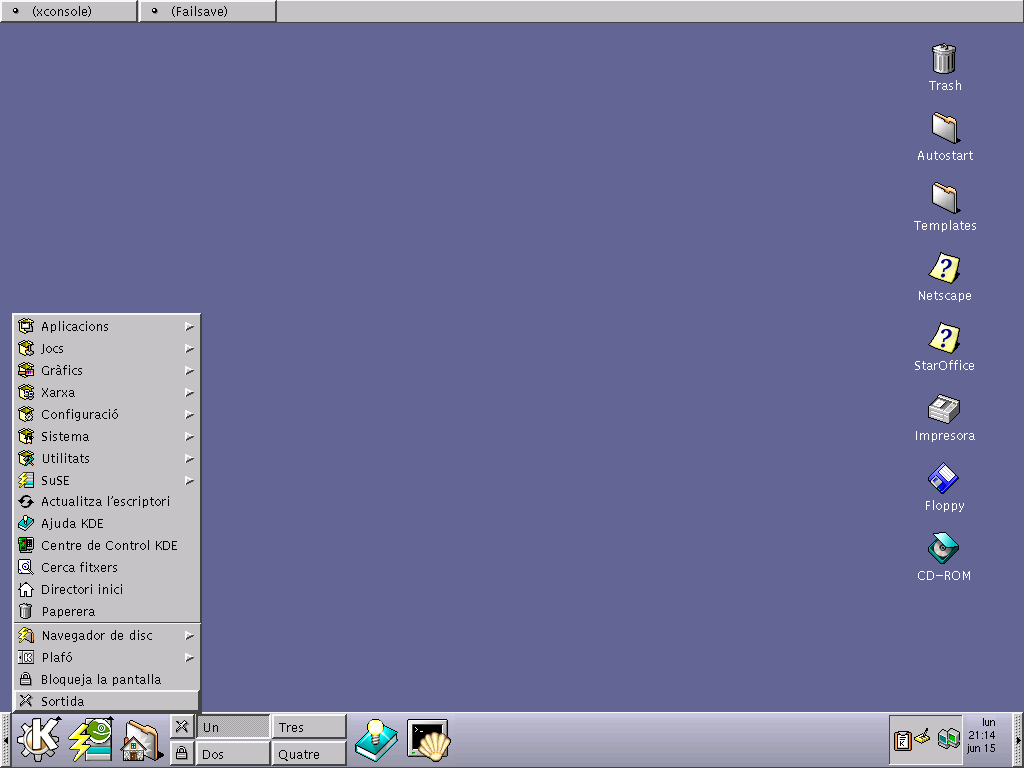
SUSE linux 7.1, KDE1
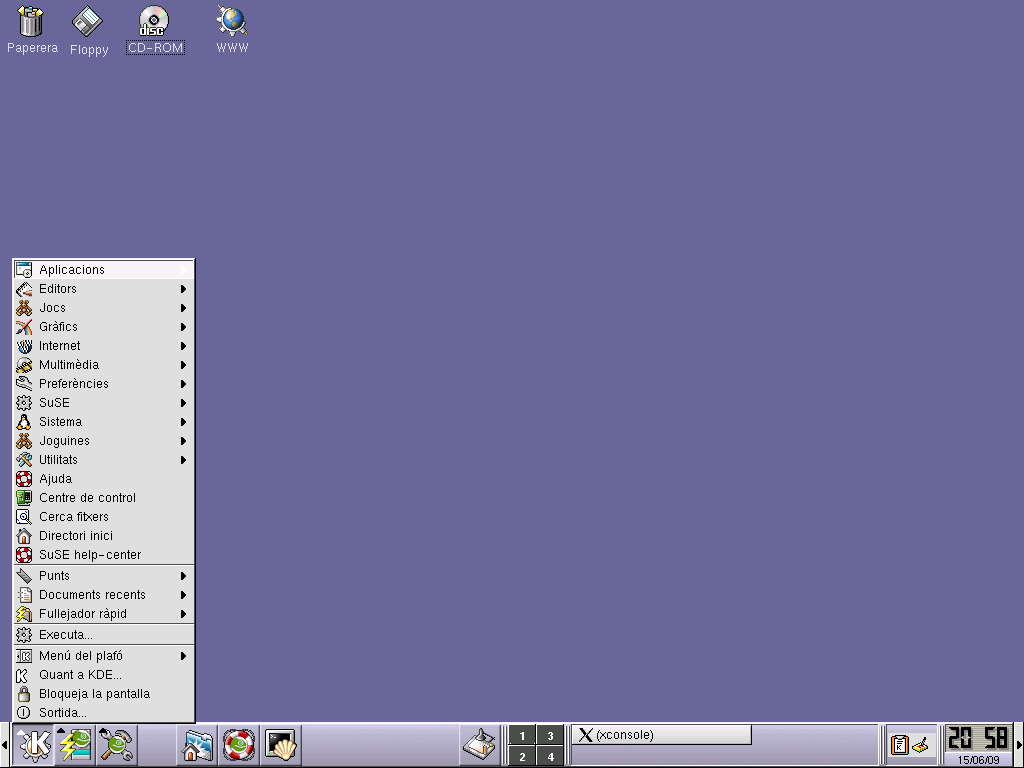
SUSE linux 7.1, KDE2
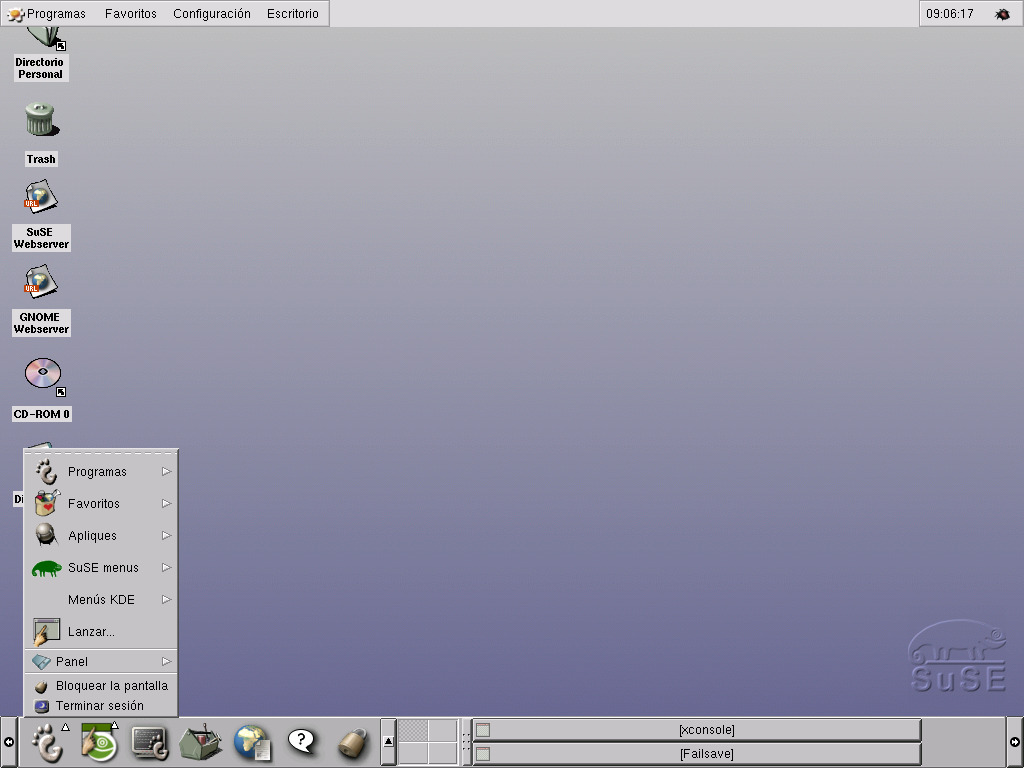
SUSE linux 7.1, GNOME
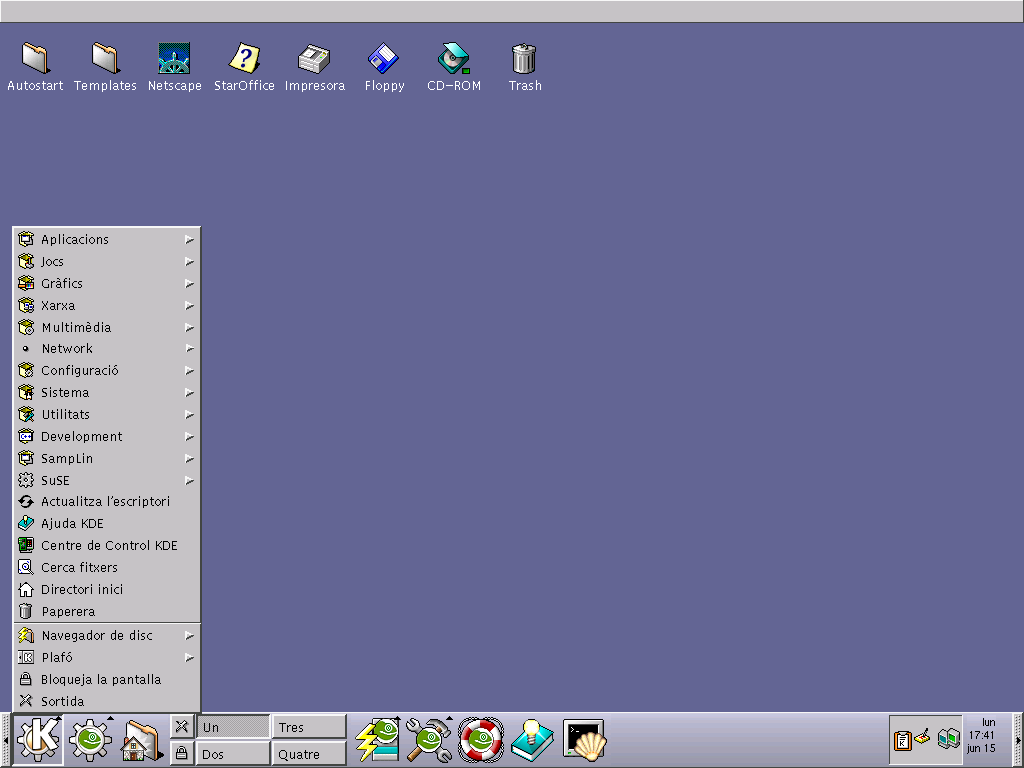
SUSE linux 7.0, KDE1
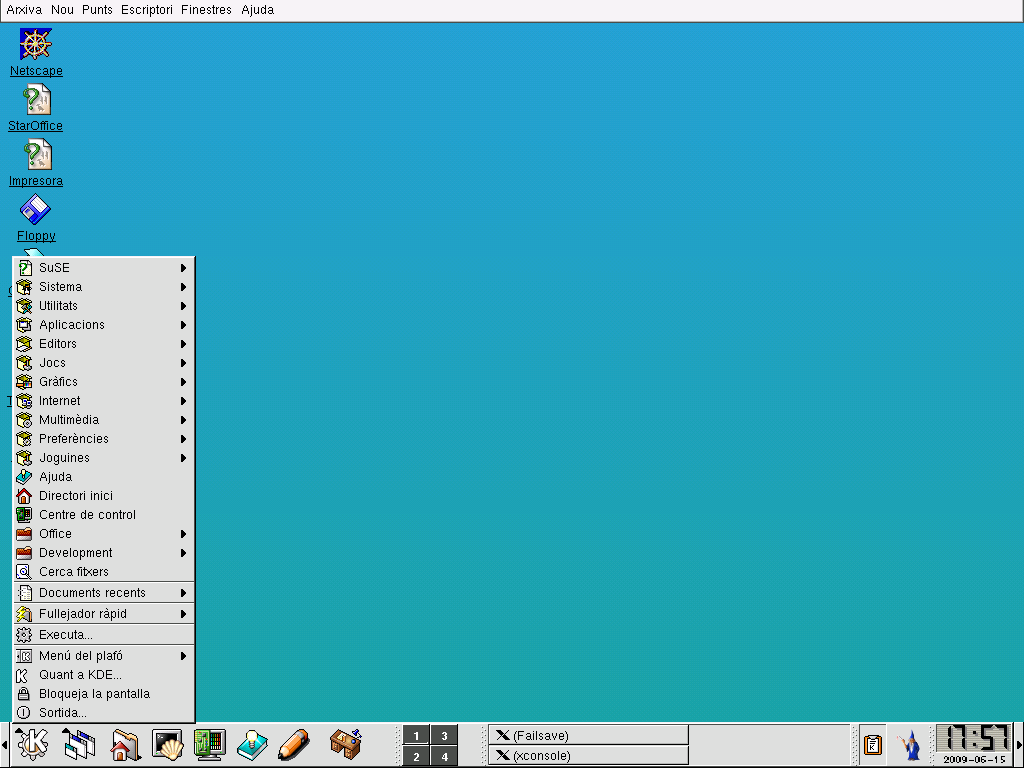
SUSE linux 7.0, KDE2
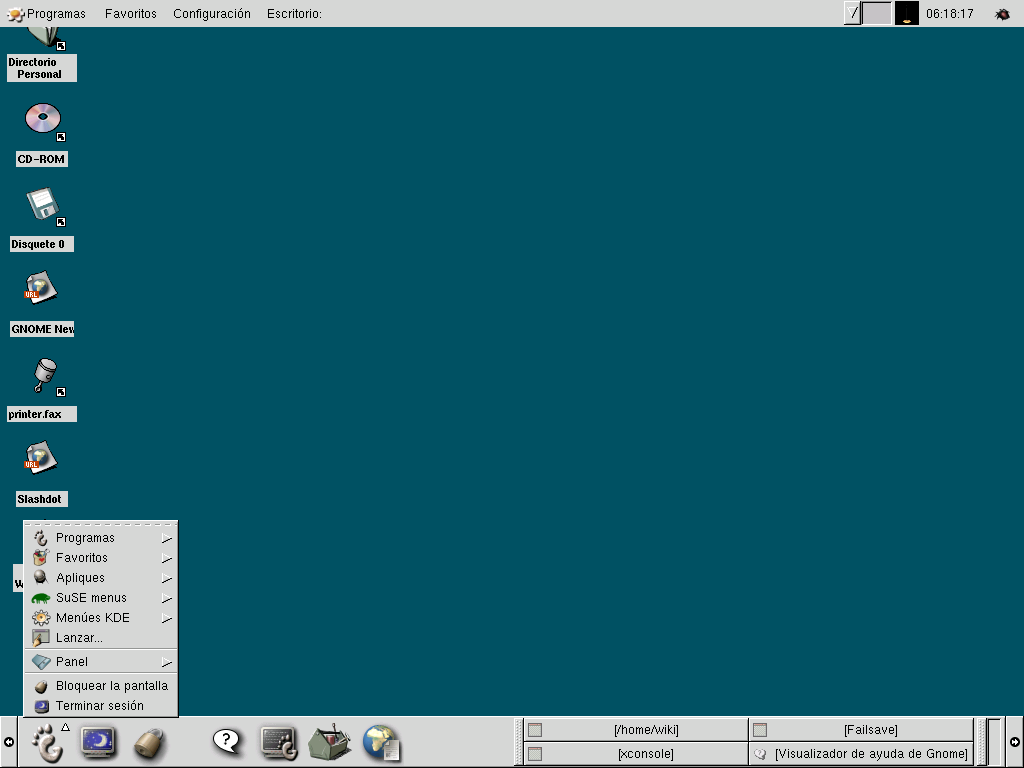
SUSE linux 7.0, GNOME